# Darío Benedetto
Darío Ismael Benedetto (Berazategui, 17 de maio de 1990) é um futebolista argentino que atua como centroavante. Atualmente está no Newell´s Old Boys.

## Carreira

### Arsenal de Sarandí
Formado nas categorias de base do Arsenal de Sarandí, Benedetto realizou sua estreia pelo clube no dia 9 de novembro de 2007, saindo do banco de reservas e entrando no lugar de Luciano Leguizamón na derrota por 1 a 0 para o Boca Juniors, válida pela 14ª rodada do Torneio Apertura. O atacante marcou seu primeiro gol como profissional no dia 13 de junho de 2009, na vitória por 4 a 1 contra o Lanús, em jogo válido pelo Torneio Clausura.

### Defensa y Justicia
Em 2010 foi emprestado ao Defensa y Justicia, da Segunda Divisão Argentina. No entanto, teve um desempenho ruim e marcou apenas dois gols em 24 jogos pela equipe.

### Gimnasia de Jujuy
Já em 2011, Benedetto juntou-se ao Gimnasia de Jujuy. No dia 7 de fevereiro, em uma partida contra o CAI Rivadavia, ele fez sua estreia pelo clube. Em 21 de março, em uma partida contra o Instituto, Dario marcou seu primeiro gol pelo Gimnasia.
Em 19 partidas pela equipe, Benedetto marcou onze vezes e se tornou o artilheiro da equipe.

### Retorno ao Arsenal de Sarandí
Lembrado pelo Arsenal de Sarandí, ele se tornou campeão do torneio Clausura de 2012, mas fez poucas aparições e venceu a Supercopa da Argentina.
Ele também marcou seu primeiro gol na Copa Libertadores, na edição de 2013, em uma cobrança de falta contra o The Strongest em La Paz. Nessa competição, ele também marcará em São Paulo e Atlético Mineiro.

### Tijuana
No verão de 2013, ele foi vendido para o Tijuana, clube da Liga MX. O valor da transferência ascendeu a 1,5 milhões de dólares. Ele fez sua estreia na liga em 7 de julho, marcando um hat-trick contra o Atlas.
No total, ele marcaria 23 gols em 50 jogos e, até o momento em que saiu, foi o maior artilheiro de todos os tempos do jovem clube.

### América-MEX

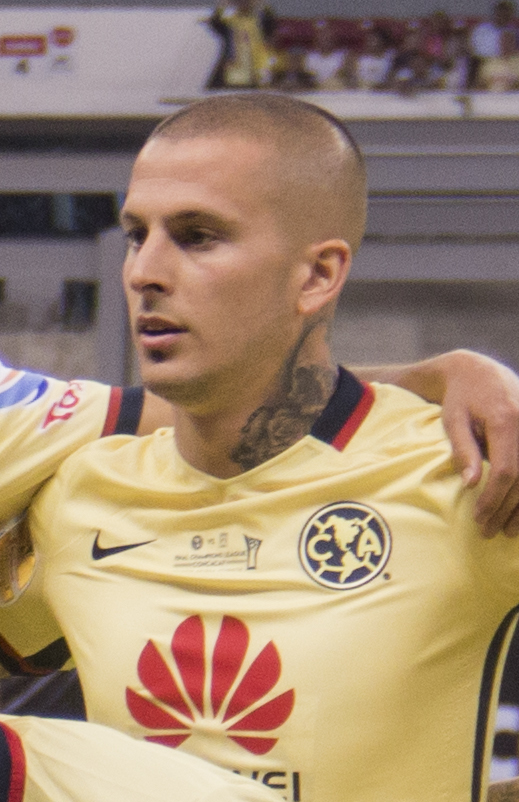
Benedetto com as cores do América do México em 2016

Em 12 de dezembro de 2014, Benedetto foi contratado pelo América em um contrato de quatro anos. Detalhes da transferência não foram revelados, mas segundo jornalistas mexicanos a negociação girou em torno de 8 milhões de dólares. Em 11 de janeiro, em uma partida contra o León no Estádio Azteca, ele fez sua estreia pelo clube da Cidade do México. Ele marcou seu primeiro gol pelo América em um amistoso contra o Monterrey, enquanto, seu primeiro gol na Liga MX foi no dia 10 de janeiro, contra o Tigres UANL.
Em 8 de abril de 2015, no jogo de volta da semifinal da Concachampions, Benedetto conseguiu marcar quatro gols contra o Herediano da Costa Rica, e todos no primeiro tempo.
Em mais uma noite fantástica Benedetto marcou três gols na final da Concachampions contra o Montreal em uma vitória por 4 a 2, dentro da casa do adversário.
Benedetto foi nomeado o melhor jogador da Liga dos Campeões da CONCACAF de 2014–15, e também ganhou a Chuteira de Ouro com o companheiro de equipe Oribe Peralta, marcando sete gols em três partidas.
Em 2016, Dario Benedetto venceu a Liga dos Campeões da CONCACAF pela segunda vez consecutiva, marcando um gol na final contra o UANL Tigres, na vitória por 2 a 0 no jogo de da ida.
Benedetto encerrou sua passagem no America com impressionantes 0,426 media de gols por jogo entre 2015 e 2016 ele fez 61 apresentações com 26 gols, 11 assistências e dois títulos conquistados.

### Boca Juniors

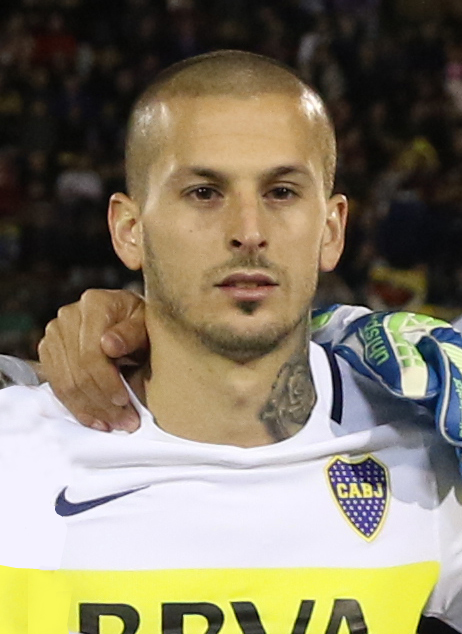
Benedetto pelo Boca Juniors em 2016

Em 6 de junho de 2016, ele assinou com o Boca Juniors a negociação girou em torno de 6 milhões de dólares. Ele fez sua estreia oficial perdendo por 2 a 1 para o Independiente del Valle, da Colômbia, pelo jogo de ida das semifinais da Copa Libertadores. Seu primeiro gol pelos Xeneizes foi contra o Santamarina pela décima sexta final da Copa Argentina, em uma partida que o Boca venceu por 2 a 1.
Em 25 de setembro, Benedetto marcou seu primeiro hat-trick com o Boca, em uma partida para o torneio da Primeira Divisão contra o Quilmes, uma vitória por 4 a 1 em La Bombonera. O Boca venceu o campeonato e o atacante terminou artilheiro da competição, com 21 gols em 25 jogos.
Titular na campanha da Libertadores de 2018, Benedetto ficou conhecido após "castigar" duas vezes o Palmeiras na semifinal — no jogo de ida fez os dois gols da vitória por 2 a 0, enquanto no jogo da volta fez o gol de empate que eliminou o clube brasileiro da competição. A partida terminou empatada em 2 a 2, mas a equipe argentina avançou pelo 4 a 2 no agregado. Na final da competição, apesar de Benedetto ter balançado as redes nos dois jogos, o rival River Plate saiu campeão.
Benedetto marcou 30 gols em 34 aparições em suas duas primeiras campanhas na Superliga com o Boca, mas esteve no alvo apenas duas vezes em 15 partidas na temporada 2018–19, depois de retornar do joelho e lesões no tendão de Aquiles.

### Olympique de Marseille

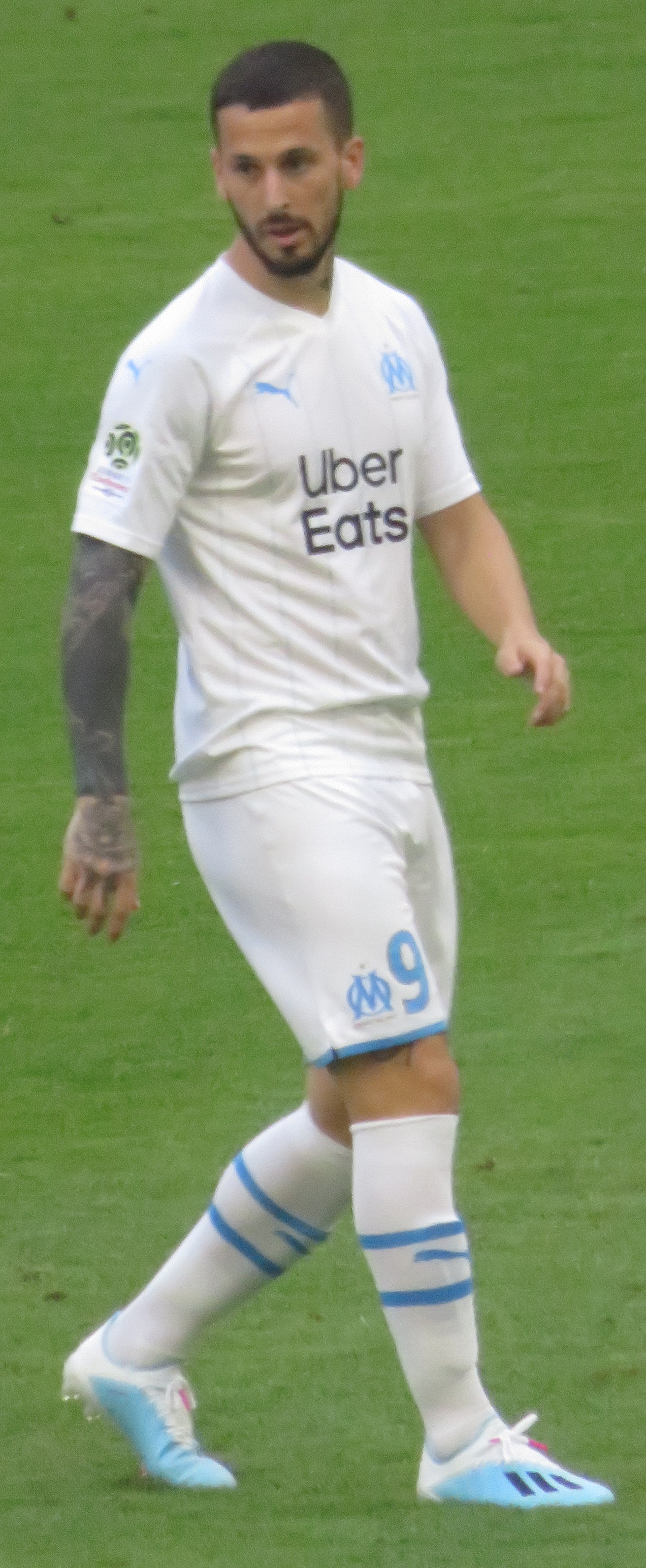
Benedetto atuando pelo Olympique de Marseille em 2019

Após se destacar no Boca Juniors entre 2016 e 2019, no dia 5 de agosto ele foi oficializado como novo reforço do Olympique de Marseille, da França. O clube argentino aceitou ceder o jogador por 16 milhões de euros (67 milhões de reais). Benedetto realizou sua estreia no dia 10 de agosto, no Vélodrome, na primeira rodada da Ligue 1, entrando aos 73 minutos em uma derrota por 2 a 0 para o Reims. O primeiro gol veio na terceira rodada, em 28 de agosto, na vitória por 2 a 1 sobre o Nice.
No dia 28 de fevereiro de 2020, Benedetto marcou o seu primeiro hat-trick com o clube de Marselha, dando aos seus companheiros a vitória por 3 a 2 contra o Nîmes, em jogo válido pela 27.ª rodada da Ligue 1.
Na primeira temporada pelo Olympique, Benedetto marcou 11 gols em 28 jogos, sendo titular em 26 partidas. No último ano, ele disputou 41 partidas (23 como titular) e fez apenas seis gols. O atleta perdeu espaço após a chegada do técnico argentino Jorge Sampaoli.

### Elche
Benedetto foi anunciado em 8 de agosto de 2021, pelo Elche por empréstimo com uma opção de compra. O atacante fez sua estreia na La Liga no dia 22 de agosto, contra o Atlético de Madrid. Em 3 de outubro, em uma partida contra o Celta, Darío marcou seu primeiro gol pelo Elche.
Deixou o Elche com dois gols e uma assistência em 14 partidas.

### Retorno ao Boca Juniors
Em 21 de janeiro de 2022, Benedetto retornou ao Boca Juniors por um valor aproximado de 10,5 milhões de dólares. No dia 22 de maio, conquistou seu primeiro título em sua segunda passagem pelo clube. Na ocasião, os Xeneizes foram campeões da Copa da Liga Profissional vencendo o Tigre por 3 a 0 na final.
Benedetto terminou o ano tendo disputado 41 partidas, com 16 gols marcados e outras duas assistências fornecidas.
No dia 19 de julho de 2024, Benedetto anunciou o término de contrato com o clube Xeneize.

### Querétaro
No dia 15 de setembro de 2024, Benedetto assinou com os Gallos Blancos até junho de 2025.

## Seleção Nacional
Em agosto de 2017, foi convocado pela primeira vez na Seleção Argentina pelo técnico Jorge Sampaoli. O atacante realizou sua estreia pela Albiceleste no dia 5 de setembro, contra a Venezuela, entrando como substituto de Paulo Dybala aos 63 minutos da partida válida pelas Eliminatórias da Copa do Mundo de 2018.

## Títulos
Arsenal de Sarandí
- Campeonato Argentino: 2012 (Clausura)
- Supercopa Argentina: 2012
- Copa Argentina: 2012–13

América
- Liga dos Campeões da CONCACAF: 2014–15 e 2015–16

Boca Juniors
- Campeonato Argentino: 2016–17, 2017–18 e 2022
- Supercopa Argentina: 2018 e 2022
- Copa da Liga Profissional: 2022

### Prêmios individuais
- Bola de Ouro da Liga dos Campeões da CONCACAF: 2014–15[45]
- Artilheiro da Liga dos Campeões da CONCACAF: 2014–15[45]
- Futebolista Argentina do Ano: 2017[carece de fontes?]
- Artilheiro da Primeira Divisão Argentina: 2016–17[carece de fontes?]